# Scelio floridanus
Scelio floridanus är en stekelart som beskrevs av William Harris Ashmead 1893. Scelio floridanus ingår i släktet Scelio och familjen Scelionidae. Inga underarter finns listade i Catalogue of Life.